# Douglas McKay

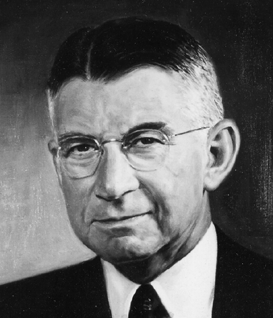
Douglas McKay

James Douglas McKay (* 24. Juni 1893 in Portland, Oregon; † 22. Juli 1959 in Salem, Oregon) war ein US-amerikanischer Politiker (Republikanische Partei). Er gehörte dem Kabinett von US-Präsident Dwight D. Eisenhower zwischen 1953 und 1956 als Innenminister an; zuvor war er von 1949 bis 1952 der 25. Gouverneur des Bundesstaates Oregon.

## Frühe Jahre und politischer Aufstieg
McKay besuchte zunächst das Oregon Agricultural College. Während des Ersten Weltkrieges diente er als Offizier in einer Infanterieeinheit in Frankreich. Im Jahr 1918 kam er bei einem Einsatz fast ums Leben. Er wurde dabei so sehr verwundet, dass er sein angestrebtes Berufsziel, als Farmer zu arbeiten, nicht mehr verwirklichen konnte. Stattdessen stieg er zunächst in das Versicherungsgeschäft und später in den Handel mit Autos ein. In Salem betrieb er bundesweit eines der größten Autohäuser der Firma Chevrolet und er war Präsident der Vereinigung der Autohändler des Staates Oregon.
Zwischen 1933 und 1935 war er Bürgermeister von Salem. In den Jahren 1934 und 1938 sowie nochmals im Jahr 1946 saß er im Senat von Oregon. Während des Zweiten Weltkrieges diente er als Major in der Verwaltung von Camp Adair in Oregon. Für den aktiven Dienst an der Front kam er aufgrund seiner Behinderung nicht in Betracht.

## Gouverneur von Oregon
Im Jahr 1948 fanden in Oregon außerplanmäßige Gouverneurswahlen statt. Der im Jahr 1946 wiedergewählte Gouverneur Earl Snell war im Oktober 1947 zusammen mit seinen beiden Vertretern – Secretary of State Robert S. Farrell und Senatspräsident Marshall E. Cornett – bei einem Flugzeugabsturz ums Leben gekommen. Daraufhin übernahm der Präsident des Repräsentantenhauses, John Hubert Hall, das Amt des Gouverneurs. Entsprechend der Staatsverfassung mussten aber in diesem Fall Sonderwahlen abgehalten werden, um die Bürger Oregons entscheiden zu lassen, wer die Amtszeit Snells als Gouverneur beenden sollte. McKay, der sich der Unterstützung der Vereinigung der Autohändler und einiger Veteranenvereinigungen sicher sein konnte, gewann mit deren Hilfe nicht nur die republikanischen Vorwahlen, sondern auch die anschließende Wahl. Somit wurde er am 10. Januar 1949 als neuer Gouverneur Oregons vereidigt. Im November 1950 wurde er dann bei den regulären Gouverneurswahlen in eine reguläre vierjährige Amtszeit gewählt.
In seiner Amtszeit gab es keine größeren Probleme in Oregon. Die Wirtschaft erlebte einen Aufschwung und den Bürgern ging es vergleichsweise gut. Dadurch war auch das Steueraufkommen des Staates relativ hoch. Was die Staatsausgaben betraf, war McKay sehr konservativ. Er weigerte sich, die staatlichen Reserven für laufende Kosten anzutasten. Seine Devise war, nur das zu finanzieren, was durch laufende Einnahmen oder durch Bundeszuschüsse gedeckt wurde. Im Jahr 1952 unterstützte McKay den Präsidentschaftswahlkampf von Dwight D. Eisenhower und wurde im Gegenzug nach dessen Wahlsieg zum neuen Innenminister der USA ernannt. Daraufhin trat er am 27. Dezember 1952 als Gouverneur von Oregon zurück.

## Innenminister der USA
Zwischen dem 21. Januar 1953 und dem 15. April 1956 war McKay als Innenminister Mitglied des Kabinetts Eisenhower. Während dieser Zeit wurden neun neue Naturschutzgebiete (Wildlife areas) geschaffen. Er widersetzte sich dem Plan, das Wichita Mountains Wildlife Refuge in Oklahoma an die US Army zu übergeben, und rief ein Programm zur freiwilligen Umsiedlung von Indianern ins Leben. Kritik zog er auf sich, als er sich für den Bau eines Staudamms in Colorado einsetzte, der das Dinosaur National Monument überflutet hätte. Zudem sprach er einer Bergbaugesellschaft aus Alabama das Recht zu, in Oregon Holz zu fällen, was ihm neben anderen politischen Entscheidungen zugunsten von Geschäftsleuten aus dem Westen der USA den Beinamen „Giveaway McKay“ einbrachte.
Dies wird auch als einer der Gründe dafür angesehen, dass seine Kandidatur für einen Sitz im US-Senat im Jahr 1956 erfolglos blieb. Er unterlag dem Amtsinhaber Wayne Morse mit einem Abstand von 50.000 Stimmen. James Douglas McKay verstarb im Juli 1959 an den Folgen eines Herzinfarkts. Er war mit Mabel Christine Hill verheiratet, mit der er drei Kinder hatte.